# Osterreiten

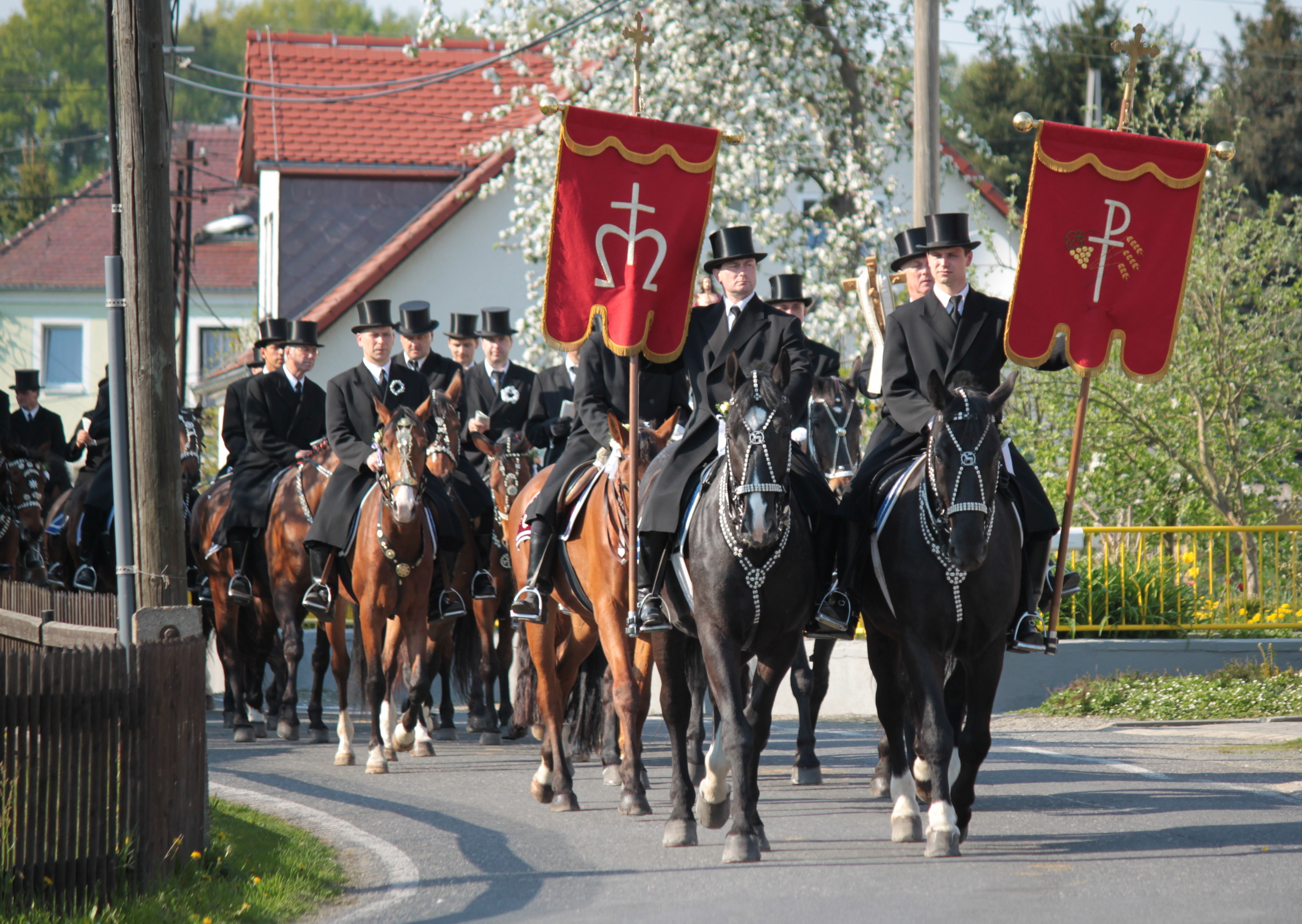
Die Osterreiter ziehen jährlich am Ostersonntag durch die Lausitzer Dörfer

Das Osterreiten oder der Osterritt (obersorbisch Jutrowne jěchanje; Synonym Kreuzreiten) ist ein altes religiöses Ritual in Form einer Prozession, bei welchem die Auferstehung Jesu Christi verkündigt wird. Es wird bis heute im katholischen Teil der Oberlausitz als sorbischer Brauch gepflegt. Österliche Reiterprozessionen gibt es auch in Altbayern und Franken, in Oberschlesien, Nordböhmen und Mähren.

## Osterreiten in der Lausitz
In der Oberlausitz, im Gebiet zwischen den Städten Hoyerswerda, Kamenz und Bautzen, zieht es jährlich viele Besucher in die Region. Auch in Ostritz beim Kloster St. Marienthal wird ein Osterreiten veranstaltet. Ende der 1990er Jahre hat man den alten Brauch auch bei Lübbenau in der evangelischen Niederlausitz wiederaufleben lassen.

### Ablauf

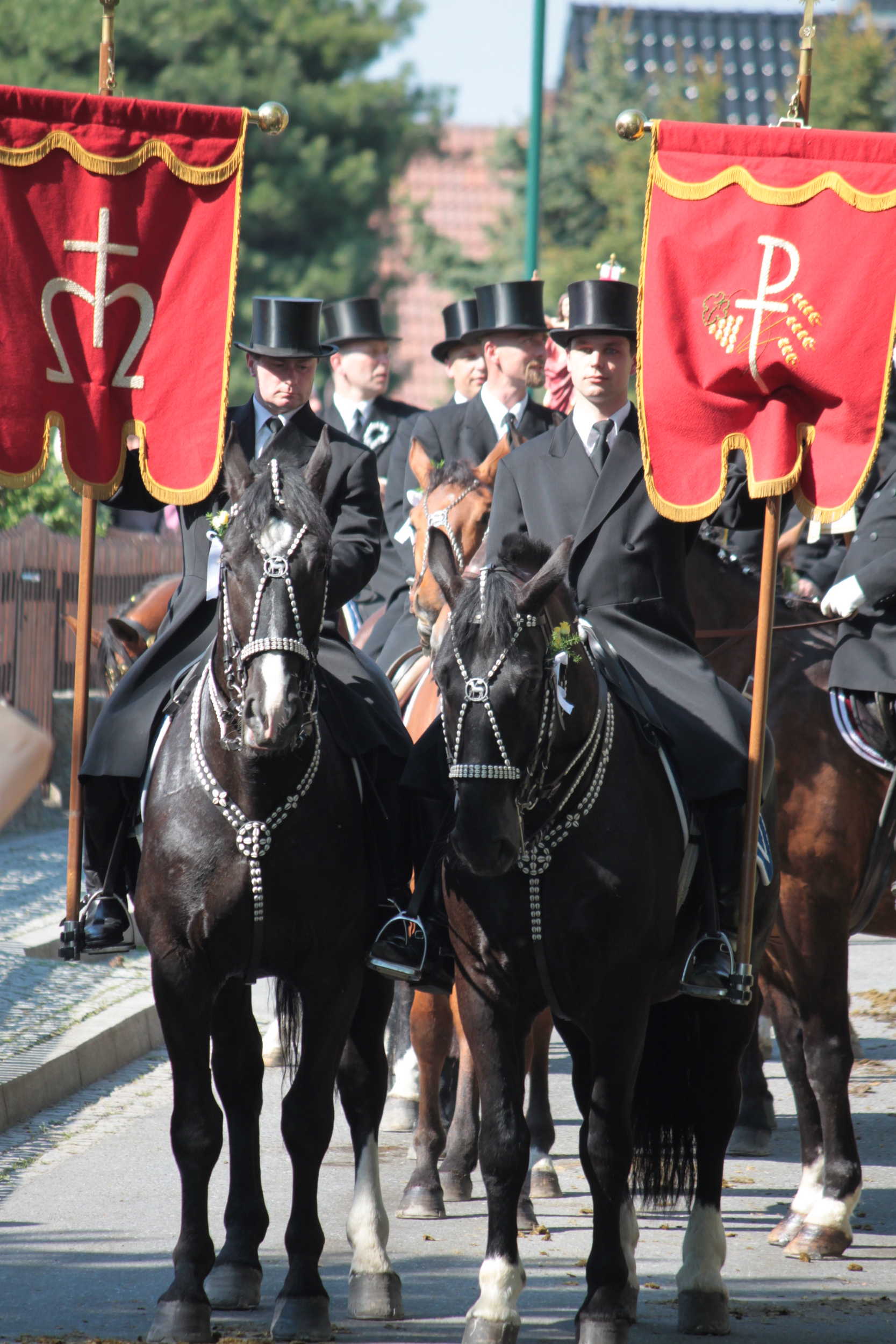
Ostroer Osterreiter in Nebelschütz

Am Ostersonntag reiten die katholischen Männer einer Kirchengemeinde in Gehrock und Zylinder auf festlich geschmückten Pferden in die Nachbargemeinde, um dieser die frohe Botschaft zu verkünden, dass Jesus Christus auferstanden ist. Es ist Brauch, dass die besuchte Gemeinde einen Gegenbesuch durchführt. Jeder Prozessionszug, der aus bis zu 450 Reitern und Pferden bestehen kann, darf dabei den anderen traditionell nicht kreuzen. Zudem sind die Prozessionsstrecken bewusst so gelegt, dass es ermöglicht wird, in so vielen Orten wie möglich die Botschaft zu verkünden. Vorneweg reiten die Fahnenträger, die Träger der Christusstatue und des Kreuzes.
Vor Beginn der Prozession wird gemeinsam der Ostergottesdienst gefeiert, danach umreiten die Osterreiter bzw. Kreuzreiter (Křižerjo) die heimatliche Kirche, werden gesegnet und begeben sich auf den Weg, die frohe Botschaft in Form von traditionellen Kirchenliedern ins Land zu tragen. Die Kirche bzw. der Dorfplatz eines jeden Ortes, durch den der Zug führt, wird ebenfalls umritten. Dabei werden sorbische und auch lateinische Kirchenlieder gesungen; kurz vor Ausritt und teilweise auch zwischen den Ortschaften wird laut gebetet. Die Reiter des deutschen Prozessionsteiles der Kleinstadt Wittichenau singen und beten auf Deutsch und Lateinisch, ebenso die Ostersaatreiter von Ostritz zum Kloster Marienthal an der Lausitzer Neiße.
In der besuchten Zielgemeinde werden die Reiter beköstigt. Vor dem Heimritt wird gemeinsam vor dem Friedhof oder in der Kirche gebetet und die Reiter werden ebenfalls vom Pfarrer gesegnet.
Den Abschluss des Osterfestes bildet seit 1983 ein gemeinsamer Dankgottesdienst aller Reiter in der Rosenthaler Kirche am Osterdienstag sowie in der Wittichenauer Kirche.

### Pferde und Reiter
Die oftmals reich geschmückten Pferde werden zum Teil von weit her ausgeliehen. Am Karsamstag werden diese dann gebürstet und gestriegelt, die Mähnen werden vor dem Flechten gewaschen; ebenso der Schweif, bevor er gekämmt und mit einer Schleife versehen wird. Die Schleifen sind mit bunten Stickereien versehen, nicht selten mit den sorbischen Farben. Im Trauerfall werden schwarze Schleifen verwendet. Das Pferdegeschirr ist aufwändig mit Muscheln oder Metallbeschlägen verziert. In den letzten Jahren sieht man immer häufiger auch frische Blumen als Schmuck.
Nimmt ein junger Mann bzw. Jugendlicher ab 14 Jahre das erste Mal am Osterreiten teil, trägt er einen kleinen grünen Kranz an der Brust. Bei der 25. Teilnahme ist dies dann ein Silberkranz, bei 50 Jahren ein goldener.

### Geschichte und Ursprung
Die Ursprünge des Osterreitens in vorchristlicher Zeit sind nicht durch Quellen belegbar. Plausibel ist die Annahme, dass das Umschreiten oder Umreiten der Felder im Frühjahr bei den heidnischen Slawen die Saat und die Ernte vor Schaden bewahren sollte. Dieser nicht nur slawische Brauch des Bittganges findet sich bis heute in vielen katholischen Gegenden. In Verbindung mit dem Osterfest kann man dies in Ostro beobachten, wo die Männer vor dem eigentlichen Osterritt erst noch frühmorgens die Felder umreiten.
Das Osterreiten als Prozession zu Ehren des Auferstandenen bereits in vorreformatorischer Zeit gilt als historisch gesichert. Elemente mittelalterlicher Zeremonien wie die Fahnen als Herrschaftssymbol und die geschmückten Pferde verweisen nach Ansicht einiger auf diese Entstehungszeit. Das Osterreiten ist hier eingebunden in das reiche kirchliche und bäuerliche Brauchtum der katholischen Kirche sorbischer Prägung.
Bereits Ende des 15. Jahrhunderts fanden zwischen Hoyerswerda und Wittichenau Reiterprozessionen statt. Seit 1541 zog die Prozession von Wittichenau nach Ralbitz, da in Hoyerswerda die Reformation eingeführt worden war. Damit ist dieses Prozessionspaar das älteste bis heute bestehende.
Nach dem Tiefpunkt von 1974, als in allen Prozessionen insgesamt nur 487 Reiter teilnahmen, liegen die Reiterzahlen seit dem Jahr 2000 wieder beständig bei über 1500.
2020 fanden aufgrund der infolge der COVID-19-Pandemie verhängten Maßnahmen erstmals seit mehreren Jahrhunderten keine Prozessionen statt. Einzelne Reiter begaben sich dennoch von Ort zu Ort, vielerorts wurde anstelle der Prozessionen gemeinsam gesungen und gebetet.

## Prozessionen

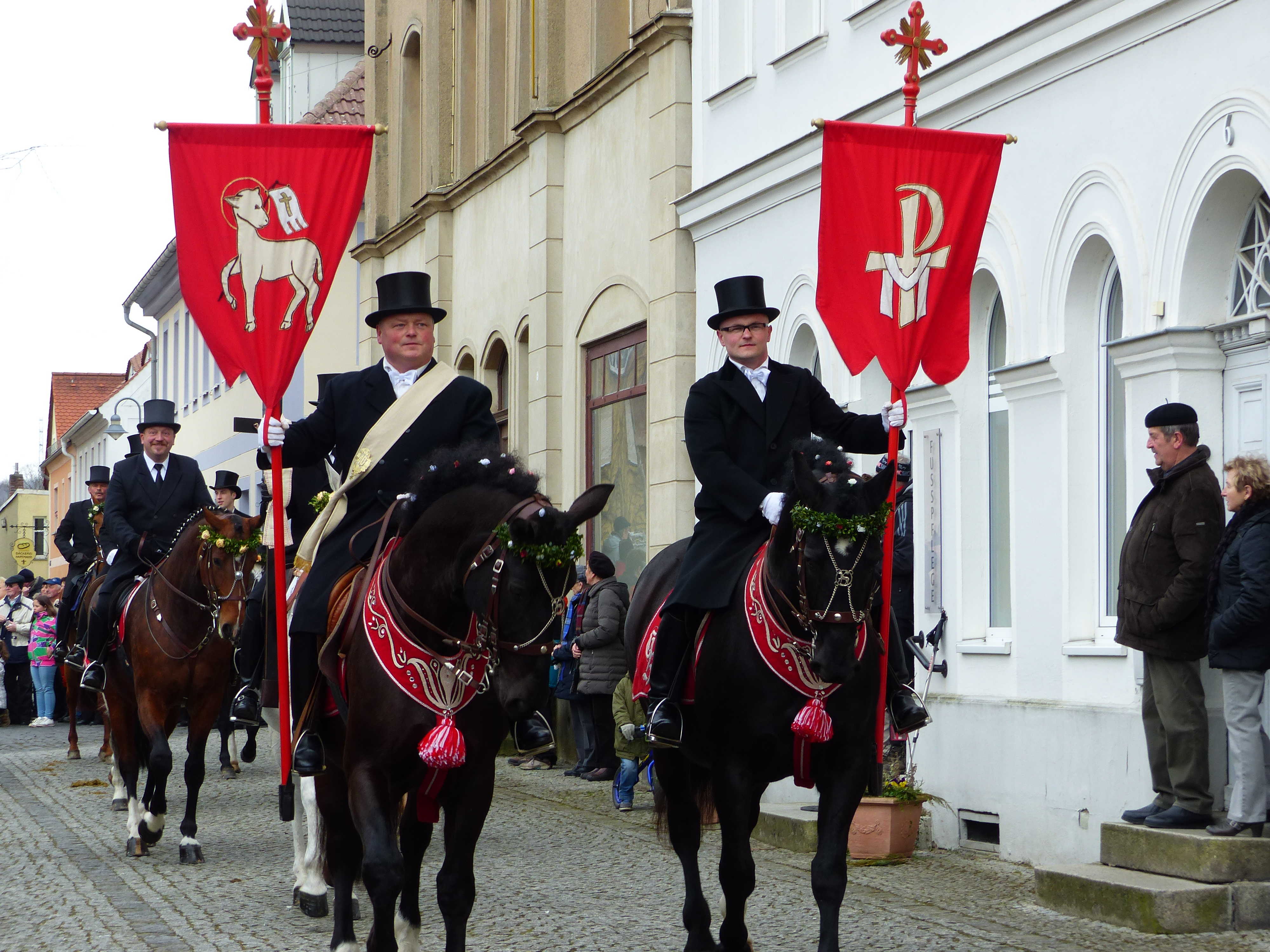
Ostersaatreiter vom Markt in Ostritz zum Kloster Marienthal

### Oberlausitz
Gegenwärtig gibt es in der katholischen Oberlausitz vier Prozessionspaare und eine Prozession ohne Gegenbesuch. Die traditionellen Routen sind:
- Wittichenau–Ralbitz (eigentl. Kreuzreiterprozession[8])
- Crostwitz–Panschwitz-Kuckau
- Radibor–Storcha
- Nebelschütz–Ostro
- Bautzen–Radibor (ohne Gegenbesuch)

Die Prozession der Stadt Wittichenau ist die einzige, bei der sich auch viele deutsche (ca. 50 %) Osterreiter beteiligen. Außerhalb des sorbischen Siedlungsgebietes besteht seit 1628 zusätzlich der – ebenfalls katholische – Brauch der Saatreiterprozession zwischen Ostritz und dem Kloster St. Marienthal.

### Niederlausitz

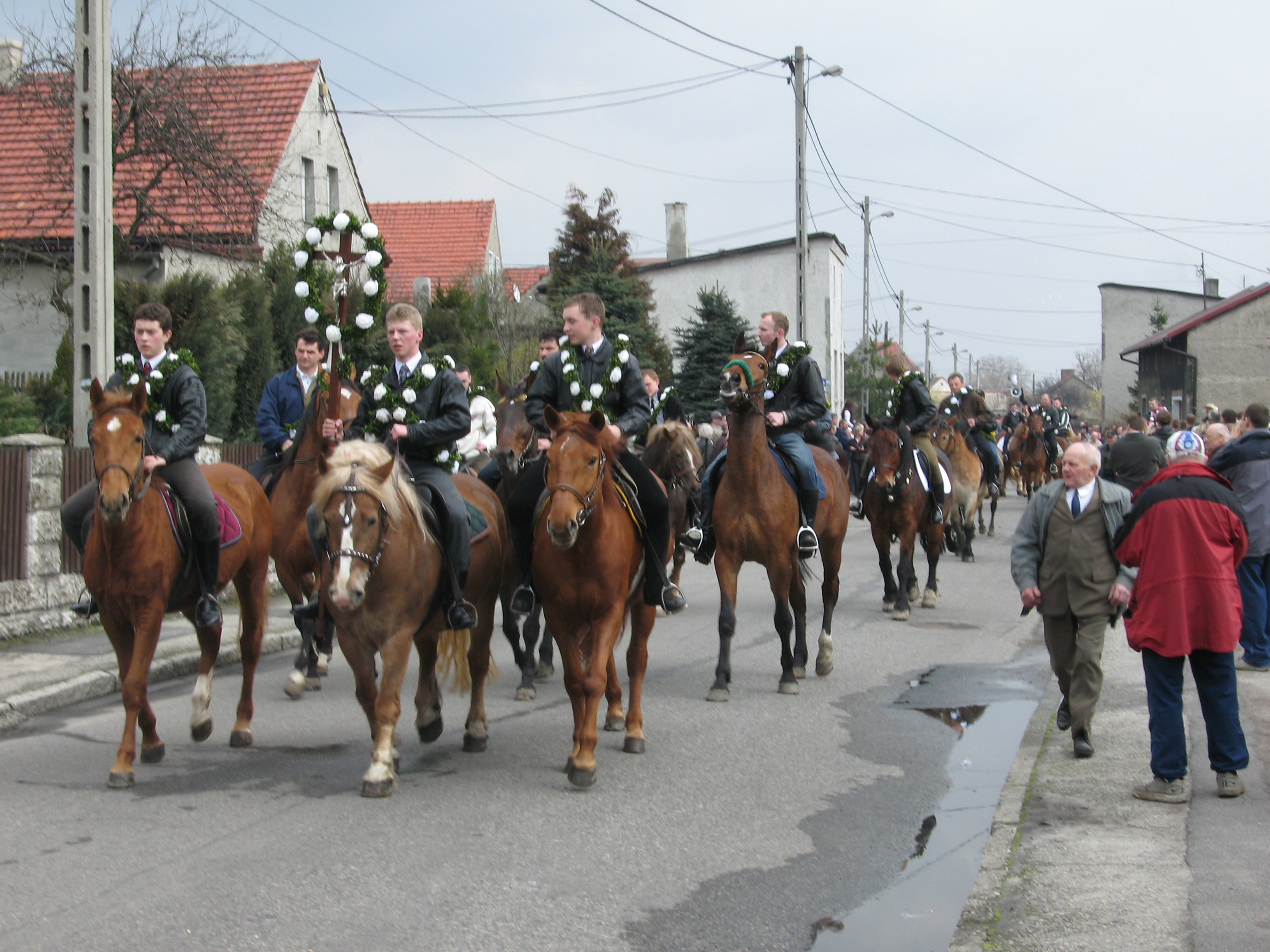
Osterreiten im oberschlesischen Ostropa (Ostroppa)

Das Osterreiten zwischen Zerkwitz und Klein Radden wird erst seit einigen Jahren (wieder) durchgeführt und erfolgt ohne Gegenbesuch. Anders als bei den Oberlausitzer Veranstaltungen sind hier auch – und sogar überwiegend – weibliche Reiter am Start.

### Bayern
- Osterritt in Regen[10][11]
- Osterritt von Nabburg zur Waldkirche Maria Brünnl[12]
- Osterritt (auch Georgiritt) in Traunstein[13]

2013 wurde das Osterreiten im Ort Geldersheim wiederbelebt, wo es ebenfalls eine lange Tradition hat.

### Schlesien und Tschechien

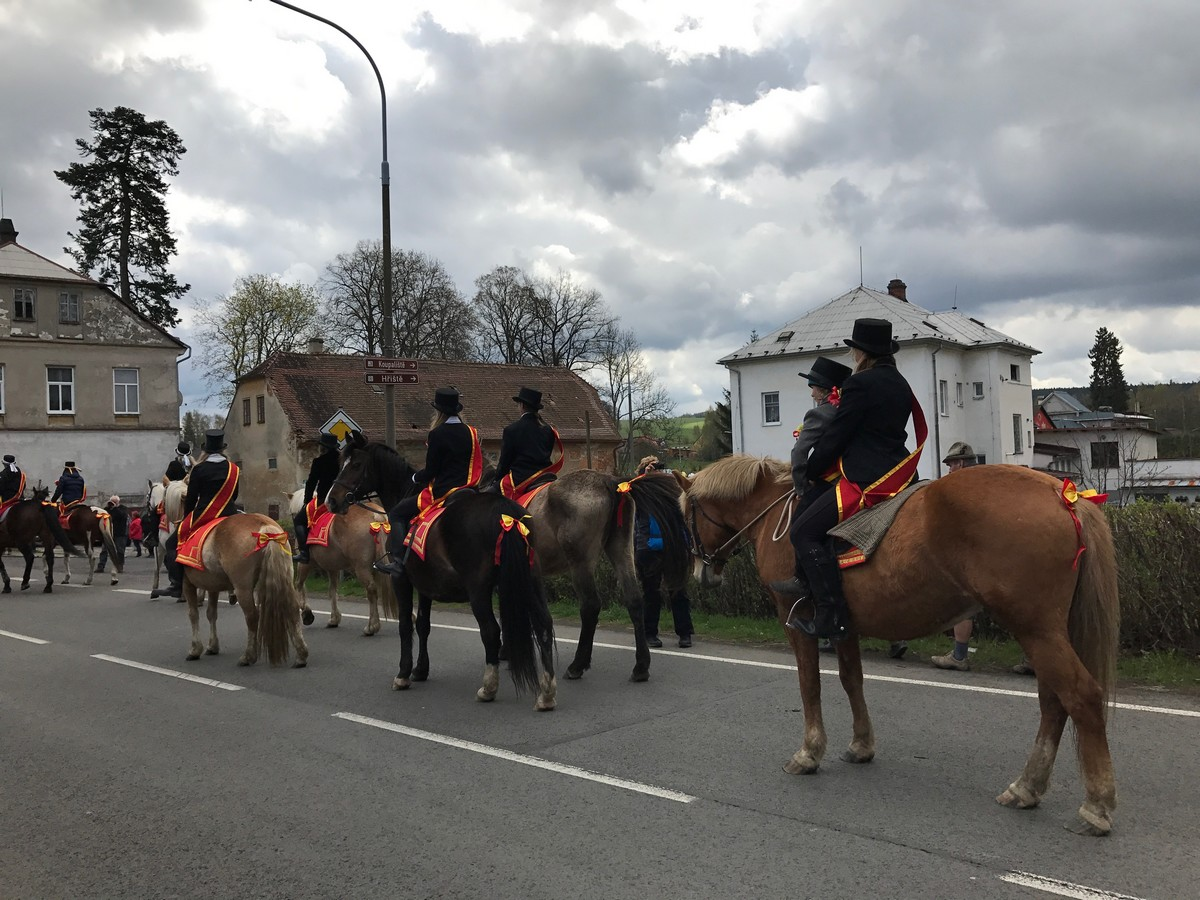
Osterreiten im tschechischen Mikulášovice (2017)

Das Osterreiten (lokal als Osterritt bezeichnet) ist auch in Oberschlesien verbreitet, ferner in Tschechisch-Schlesien und in nordtschechischen Schluckenauer Zipfel. Die Tradition wird noch in den oberschlesischen Orten Racibórz (Ratibor), Pietrowice Wielkie (Groß Peterwitz), Zawada Książęca (Herzoglich Zawada), Sternalitz, Bischdorf, Ostropa (Ostroppa in Gleiwitz), Bieńkowice (Benkowitz) und im tschechischen Lukavec und Mikulášovice gepflegt. In Mähren hat der Ritt der Könige ebenfalls eine lange Tradition.